# Casa-fàbrica Comas-Calafell
La casa-fàbrica Comas-Calafell era un edifici situat al carrer de la Reina Amàlia, 16-16 bis del Raval de Barcelona, actualment desaparegut.

## Història
A finals del 1838, Engràcia Serra, vídua del fabricant d'indianes Joan Calafell i Altabàs, i el seu fill Joan Calafell i Serra van establir en emfiteusi al mestre de cases Pere Comas una parcel·la del seu hort de 90 pams d'amplada, amb l'obligació d'invertir-hi 4.000 lliures en el termini de quatre anys. El 1839, aquest demanà permís per a construir-hi una casa-fàbrica segons el projecte de l'arquitecte Joan Vilà i Geliu, però va morir aquell mateix any i els seus hereus en van fer agnició de bona fe al tintorer Joan Granell. El 1845, aquest va vendre la finca a Calafell per 14.140 lliures (de les quals 7.867 servirien per a pagar els creditors), i aquest li va establir en emfiteusi una altra parcel·la de 60 pams d'amplada a l'actual núm. 6, on faria construir un edifici segons el projecte del mestre d'obres Pere Casany.
Segons la Guía general de Barcelona del 1849, hi havia les fàbriques cotoneres de Joan Ferrer, Francesc González i Francesc Sala i Basany, i a la guia El Consultor del 1857 figuraven les de filats i teixits de Gabriel Ballès i Cia, i les de filats de Joan Fernández i Cia i Antoni Pi. El 16 de març del 1859, la major part de l'edifici va ser destruït per un incendi originat a la veïna fàbrica de Francesc Saldas (núm. 14), que també tenia llogat aquest, i reconstruït posteriorment.
El 1869, Calafell va ampliar la propietat amb una androna cap a la Ronda de Sant Pau, i el 1872, va adquirir a Joan Moliné i Mariages un solar a l'Eixample al costat del taller de Soujol, Janoir i Cia, des d'on va fer conduir l'aigua d'un pou fins a la casa-fàbrica, segons el projecte del mestre d'obres Francesc Cels. El 1877, i per a pagar diversos deutes, va vendre ambdues propietats (la casa-fàbrica per 75.000 pessetes i un cens de 30 pessetes anuals, i la finca de l'Eixample per 5.000 pessetes) al fabricant d'estampats Pau Casades i Espoy (Agramunt, 1818 - Barcelona, 1902), que el 1883 faria construir un edifici de planta baixa, entresol i quatre pisos al núm. 6 del carrer del Marquès de Campo Sagrado, segons el projecte del mestre d'obres Joaquim Sitjàs.
Finalment, la casa-fàbrica fou enderrocada per Núñez i Navarro per a construir-hi una promoció d'habitatges, i entre 2003 i 2004 es va fer una intervenció arqueològica al solar, que hi va trobar restes del Neolític final.

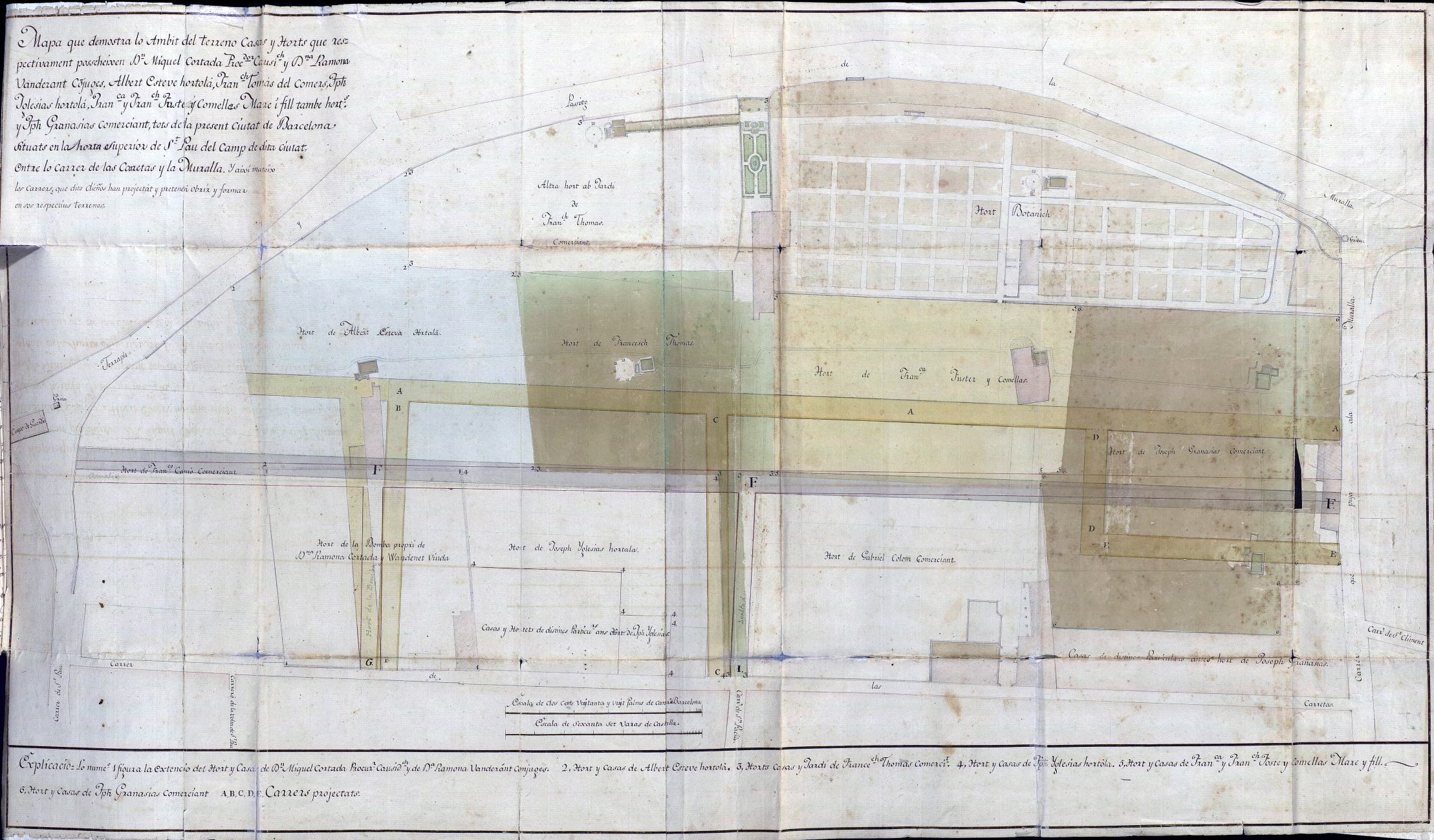
Projecte d'obertura dels carrers de la Reina Amàlia, Lleialtat i Hort de la Bomba (1807)

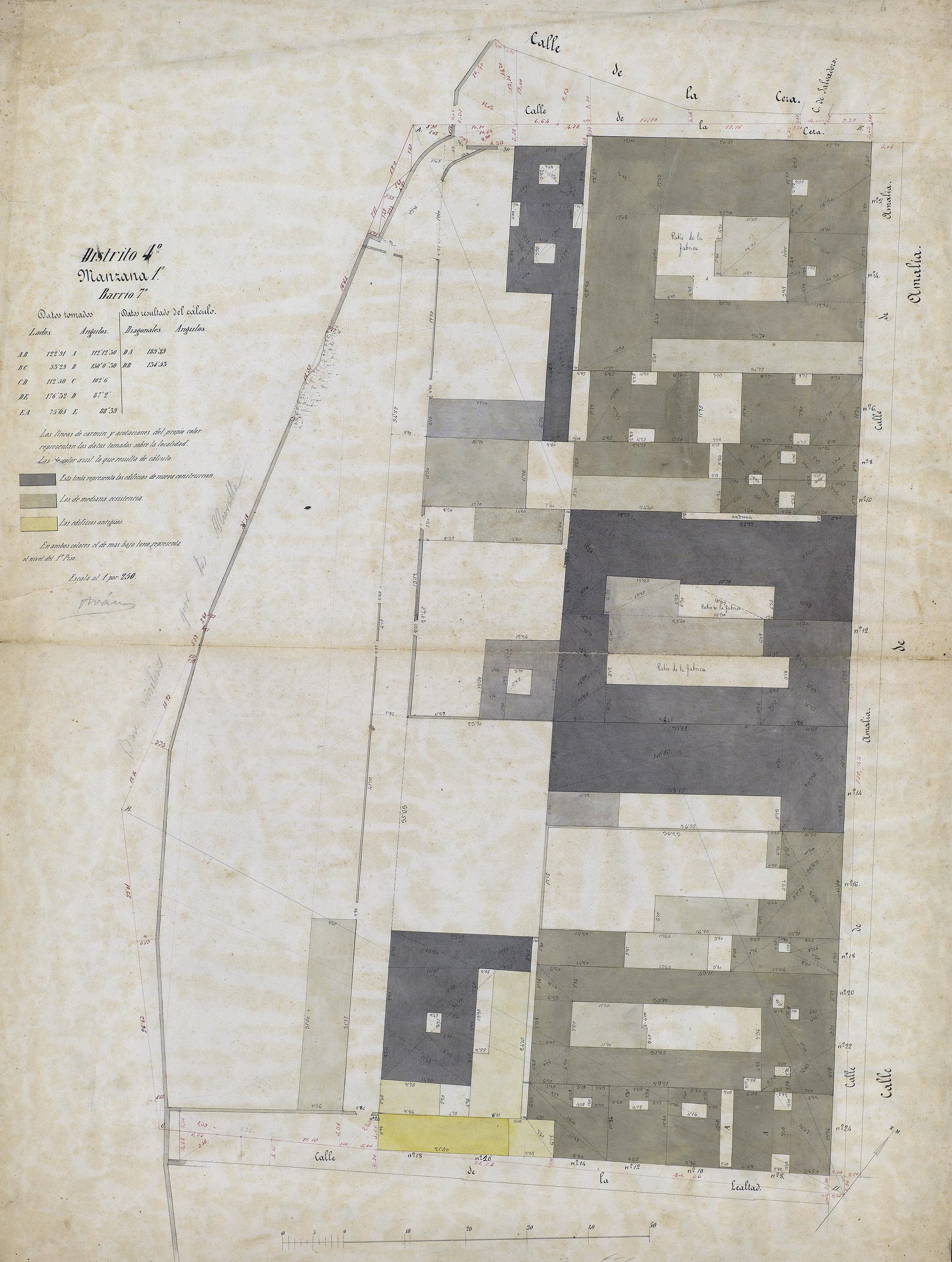
Quarteró núm. 102 de Garriga i Roca (c. 1860)